# Серенада (короткометражный фильм)
Люди моего поколения помнят гениальный грузинский фильм «Серенада», где Зозо Бакрадзе, замученный наскоками Рамаза Георгобиани и окруженный сотней унитазов, сидит, подобно Мыслителю Родена, на одном из них и строит планы выхода из создавшейся ситуации.
«Серенада» — советский короткометражный художественный телефильм 1968 года режиссёра Картлоса Хотивари. Экранизация одноимённого рассказа Михаила Зощенко.

## Сюжет
Кладовщик комбината производственных предприятий Зозо Автандилович и молодой рабочий-передовик Рамаз на протяжении всего фильма ведут отчаянную борьбу за сердце табельщицы Лали, которая длится целый год. В этой борьбе нет места сантиментам. Всё решает грубая мужская сила.

## В ролях
- Лали Хабазашвили — Лали
- Рамаз Гиоргобиани — Рамаз
- Ясон (Зозо) Бакрадзе — Зозо Автандилыч, кладовщик
- Баадур Цуладзе — работник склада на мотороллере, приятель Автандилыча
- Вахтанг Кухианидзе — работник склада, катящий бочку
- Нино Думбадзе — девушка в метро
- Тенгиз Малания — парень с забинтованной головой в метро

## Награды и критика
Две награды — за режиссуру и приз Союза кинематографистов — на III Всесоюзном фестивале телевизионных фильмов (1969 год, Ленинград).
Премия и серебряный приз на II-ом МКФ короткометражных и телевизионных фильмов (1970 год, Аделаида).
Фильм вошёл в историю как один из ярких представителей грузинской киноновелистики и короткометражных советских комедий.

Искусство грустных клоунов, комиков без улыбки возродила эксцентрическая поэтика грузинских короткометражек — приведем в пример «Свадьбу» М. Кобахидзе и «Серенаду» К. Хотивари.— Вопросы киноискусства, 1974 год
Как экранизация рассказа Михаила Зощенко, с приданием ему грузинского колорита, фильм был признан критикой на редкость удачным, была отмечена работа сценариста:

Материал его рассказов, среда действия героев очень конкретны, социально обусловлены, связаны с определённым временем, определённой обстановкой. Конкретность среды и неповторимый язык и создают совсем особый колорит его прозы, поэтому очень трудно переводить её на другой язык, а также на язык другого искусства. И тем не менее Реваз Габриадзе, переложивший «Серенаду» для экрана, и постановщик Картлос Хотивари сумели и сохранить аромат зощенковского юмора и придать изображению национальный грузинский колорит.— Марина Нанейшвили — Телевизионная новелла, 1988 год

Неподражаемый Резо Габриадзе по-грузински переосмыслил Михаила Зощенко («Серенада» К. Хотивари)